# Felixstowe F.2
Felixstowe F.2 là một lớp tàu bay của Anh sản xuất năm 1917.

## Biến thể
- F.2a:
- F.2c:

## Quốc gia sử dụng
Anh Quốc
- Cục Không quân Hải quân Hoàng gia
- Không quân Hoàng gia

 Hoa Kỳ
- Hải quân Hoa Kỳ

## Tính năng kỹ chiến thuật (F2a)
Dữ liệu lấy từ British Naval Aircraft since 1912 
Đặc điểm tổng quát
- Kíp lái: 4
- Chiều dài: 46 ft 3 in (14,1 m)
- Sải cánh: 95 ft 7½ in (29,15 m)
- Chiều cao: 17 ft 6 in (5,34 m)
- Diện tích cánh: 1.133 ft² (105,3 m²)
- Trọng lượng rỗng: 7.549 lb (3.424 kg)
- Trọng lượng có tải: 10.978 lb (4.980 kg)
- Động cơ: 2 × Rolls-Royce Eagle VIII kiểu động cơ piston V12, 345 hp (257 kW)  mỗi chiếc

 Hiệu suất bay 
- Vận tốc cực đại: 95½ mph trên độ cao 2.000 ft (83 knot, 154 km/h)
- Trần bay: 9.600 ft (2.926 m)
- Tải trên cánh: 9,69 lb/ft² (47,4 kg/m²)
- Công suất/trọng lượng: 0,063 hp/lb (0,10 kW/kg)
- Thời gian bay: 6 h
- Lên độ cao 2.000 ft (610 m): 3 phút 50 giây.
- Lên độ cao 10.000 ft (3.050 m): 39 phút 30 giây.

Trang bị vũ khí

- Súng: 4 × súng máy Lewis .303 in (7,7 mm)
- Bom: 460 lbs bom